# Gjerlev Laursen
Gjerlev Laursen (født 1966) er en tidligere dansk atlet og deltager stadig i veteran stævner. Han var medlem af barndomsklubben AK Heden Grindsted (-1988 og 2004- ), Aarhus 1900 (1989-1993), Sparta Atletik (1994-1997 og 2002), FIF Hillerød (1998-2001) og Københavns IF (2002).
Laursen var tidligere gift med femkæmperen Pernille Svarre. Sammen har de datteren Frederikke Svarre (født 1997), som en en talentfuld tennisspiller.

## Danske mesterskaber
- Sølv 2002 Trespring inde 14,32
- Bronze 2001 Trespring inde 14,26
- Bronze 1998 Trespring 14,36
- Sølv 1997 Trespring 15,00w
- Sølv 1996 Trespring 15,51
- Guld 1995 Trespring 15,74
- Guld 1995 Trespring inde 15,18
- Guld 1994 Trespring 15,82w
- Guld 1994 Trespring inde 15,17
- Guld 1993 Trespring inde 15,06
- Guld 1992 Trespring 15,18
- Sølv 1991 Trespring 15,24
- Bronze 1990 Trespring 14,58
- Bronze 1989 Trespring 14,32

## Personlige rekord
- Trespring: 15,74 (1995)